# Seleção Cabo-Verdiana de Basquetebol
A Seleção Cabo-Verdiana de Basquetebol é a equipe que representa Cabo Verde em competições internacionais da FIBA. É gerida pela Federação Caboverdiana de Basquetbol e atualmente ocupa a 55ª posição do ranking da FIBA atualizado em 24 de setembro de 2014.
Filiou-se a FIBA em 1988 e suas principais conquistas são a medalha de bronze no Afrobasket 2003 disputado em Angola e a medalha de prata e bronze nos Jogos da Lusofonia de 2009 e nos Jogos da Lusofonia de 2006 respectivamente.